# 1000 Jokes
1000 Jokes era una revista de humor lanzada por Dell Publishing en 1937. Con un cambio de título posterior, 1000 Jokes Magazine, se publicó trimestralmente durante tres décadas. Durante la década de 1950, fue editada por Bill Yates con el editor asociado John Norment.
El formato contaba con breves ensayos humorísticos, sátiras breves, caricaturas y versos ligeros. Los dibujos animados de pantomima se agrupaban en una sección titulada «Too Funny for Words» (en español: Demasiado divertido para las palabras). «Louder and Funnier» incluía frases ingeniosas, como «Luego está el tejano rico que tiene un dentista diferente para cada diente».

## Dibujantes
Las portadas durante las décadas de 1940 y 1950 presentaban caricaturas de comediantes de Rowland B. Wilson y otros. finalmente se hizo una transición a portadas de fotos. Los caricaturistas incluyeron a Bob Barnes, Irwin Caplan, Chon Day, Leo Garel, Jerry Marcus, Don Orehek, Virgil Partch, Bob Schroeter, Eli Stein, George Wolfe y Pete Wyma. La revista pagaba la misma cantidad ($15) por una caricatura que por un verso de 18 líneas. Muchos de los dibujos animados se reciclaron más tarde en colecciones de dibujos animados de bolsillo. El dibujante Lee Lorenz describió a los dibujantes haciendo rondas y haciendo una venta a 1000 Jokes:
Después de que parara The New Yorker, siguieron adelante: Collier's, The Saturday Evening Post, Esquire, Sports Illustrated, Ladies' Home Journal, American Legion, True, Cavalier, Playboy . "Al final del día", dijo el Sr. Lorenz, "usted iría a 1000 Jokes, publicado por Dell, y el editor absorbería lo que quedara".
Una publicación hermana de Dell fue For Laughing Out Loud, y Dell revivió el título de Ballyhoo a principios de la década de 1950. Ambos emplearon el formato de 1000 Jokes de mezclar dibujos animados con breves ensayos humorísticos.